# 北斗村 (臺灣)
23°31′58.2″N 120°26′26.0″E / 23.532833°N 120.440556°E
北斗村是中華民國臺灣嘉義縣民雄鄉轄下的行政區。

## 地理
地理位置而言，北斗村位在打貓最高海拔之牛頭崙山坡後的平原，有排水溝渠由東北至西南流過，適合農業開發。

## 聚落歷史
北斗村為朴子溪的三個自清朝便開始發展的聚落在1978年合併而成，至今仍有舊地名與開發歷史有關：
1. 北勢子：位於清朝時期所開發十四甲（今大崎村位置）、林仔尾的北邊坡地，故名。
2. 新庄仔：這個地名是因為開墾此地的許姓住民原本住在東南方的河洛厝仔（松山村立全國宅社區），但遭遇土匪搶劫而搬遷至此，並以新庄仔為名。這個地方並不是完全與現在北斗村的地理位置一致。
3. 覆鼎金：據傳初期此處會被開發是因為清朝一位蔡姓墾首想要得到此處西邊的好風水處（烏鴉靈穴）為祖先墓地，所以到此處埋下半鼎的黃金，民眾聽聞競相前往開墾，故將此地名為覆蓋半鼎黃金處。此處後在民國時期開發為民雄工業區之東半部，讓北斗村的工商業與市場發展蓬勃。

## 教育
秀林國小於民國八年三月二十七日創立，位於北斗村北勢仔 17 號。

## 文化資源/文化資產
北斗村新福宮位於嘉義縣民雄鄉北斗村北勢子67號，於1839年創立，主要祀奉保生大帝、五府千歲。
土地公拐這個傳統儀式通常是在村莊的四方，可以看到剖半的竹子夾著整疊金紙，有些村莊則會在金紙上插上三炷香。